# Portada/efemèride juliol 25
Elias Canetti
« 24 de juliol · 25 de juliol · 26 de juliol »